# .ao
.ao is het achtervoegsel van domeinnamen in Angola. De .ao-domeinnamen worden uitgegeven door de University of Agostinho Neto, die verantwoordelijk is voor het topleveldomein 'ao'.
De website waarop men kan registreren werd niet meer gewijzigd sinds 2002. Het bestaat uit een enkele bladzijde in de Portugese taal. Er wordt een link gegeven naar een document in Microsoft Word formaat in de Engelse taal. Hierin staan de registratievoorschriften voor het domein, maar deze zijn mogelijk niet volledig bijgewerkt. Dit document vermeldt ook dat instellingen buiten Angola zich enkel kunnen registreren onder het subdomein .it.ao. Tot nu toe schijnt enkel de zoekrobot Google hiervan gebruik te hebben gemaakt. Maar een zoekopdracht in Google Google search toont aan dat er toch namen bestaan op het tweede niveau.
Domeinen op het tweede niveau:
- .ed.ao - Onderwijsinstellingen (gevestigd in Angola)
- .gv.ao - Regeringsinstellingen. (gevestigd in Angola.)
- .og.ao - Andere instellingens (gevestigd in Angola.)
- .co.ao - Commerciële instellingen(gevestigd in Angola.)
- .pb.ao - Uitgeverijen (gevestigd in Angola. Ongebruikt ?)
- .it.ao - Internationale instellingen (Buiten Angola. Ongebruikt ?)